# Камчия
Вижте пояснителната страница за други значения на Камчия.
Ка̀мчия (в античността на латински: Panisus, Панисус, предишно име Тича) е река в Североизточна България, област Варна (общини Дългопол, Долни чифлик, Аврен), вливаща се в Черно море. Дължината ѝ е 46 km, а заедно с лявата съставяща я река Голяма Камчия, която е приета за нейно начало – 244,5 km (8-о място по дължина в България). Камчия е най-голямата българска река, вливаща се в Черно море, като отводнява почти цялата Източна Стара планина и малка част от Дунавската равнина.

## География

### Извор, течение, устие
Река Камчия се образува от сливането на реките Голяма Камчия (лява съставяща) и Луда Камчия (дясна съставяща) на 26 m н.в., до югозападния ъгъл на село Величково, община Дългопол. Протича в източна посока в широка долина между Авренското (Момино) плато на север и Камчийска планина на юг. По долината ѝ се прокарва границата между Дунавската равнина и Предбалкана. Приустиевите части на долината са блатисти и обрасли с лонгозни гори. Влива се в Черно море при курортния комплекс „Камчия“.

### Басейн, притоци
Площта на водосборния басейн на реката е 5357,6 km2, като на северозапад и север граничи с водосборните басейни на реките Русенски Лом и Провадийска река, на запад – с водосборния басейн на река Янтра, а на юг – с водосборните басейни на река Тунджа и реките Айтоска, Хаджийска, Двойница и Фъндъклийска, вливащи се директно в Черно море. Водосборният басейн на Камчия обхваща части на 6 области в България – южните части на Варненска и Шуменска области, най-северните части на Бургаска област, източната част на Търговищка област, североизточната част на Сливенска област и най-южните окрайнини на Разградска област.
Основни притоци (→ ляв приток, ← десен приток):
- → Голяма Камчия
- ← Луда Камчия
- ← Елешница
- ← Дебелец
- ← Сарпдере
- → Куртдере
- ← Чаирдере
- → Кумлудере
- → Айкаръдере

### Хидрология
Река Камчия е с дъждовно-снежно подхранване, като максималният отток е през месеците февруари и март, а минималният – октомври. Средният годишен отток при село Гроздьово е 27,7 m3/s. В миналото при по-големи прииждания реката се е разливала и е заблатявала обширни площи по долината си. Сега цялото корито на Камчия (46 km) е коригирано с водозащитни диги, а заблатените участъци са отводнени. Поради малката денивелация от образуването до устието си, едва 26 m течението ѝ е бавно и мудно (среден наклон от 5,7 sm/km), а най-долното ѝ течение е „удавено“ от морските води.

### Флора и фауна
В устието на реката се намира резерватът „Камчия“, с най-обширните лонгозни гори в България. Южно от устието на реката е и защитената местност „Камчийски пясъци“. „Удавеното“ устие на реката предлага идеални условия за пътуване с лодки и малки корабчета сред красивите и непроходими по суша лонгозни гори и чудесно място за риболов.
В реката обитават следните видове риби: бабушка, бяла мряна, змиорка, канален сом, каракуди, костур, кротушка, морунаж, платика, речен кефал, скобар, слънчева риба, сом, уклей, уклейка, червеноперка, черна мряна, шаран, щипок, щука и др..

## Стопанско значение
По самата река Камчия няма хидротехнически съоръжения, с изключение на водозащитните диги, но по нейните 2 съставящи я реки и притоците ѝ са изградени някои от най-големите язовири в България – „Тича“, „Камчия“ и „Георги Трайков“, както и няколко десетки микроязовира, водите на които се използват за битово и промишлено водоснабдяване и за напояване на обширни територии обработваеми площи.

## Селища
По течението на реката са разположени 5 села:
- Община Дългопол – Величково, Цонево;
- Община Долни чифлик – Гроздьово, Венелин;
- Община Аврен – Дъбравино.

## Други
На Камчия са наречени улици в кварталите „Христо Смирненски“ (Карта) и „Горубляне“ (Карта) в София.

## Топографска карта
- Лист от карта K-35-31. Мащаб: 1 : 100 000.
- Лист от карта K-35-32. Мащаб: 1 : 100 000.